# Oberkatz
Oberkatz là một đô thị thuộc huyện Schmalkalden-Meiningen trong bang Thüringen, nước Đức. Đô thị này có diện tích 9,12 km², dân số thời điểm 31 tháng 12 năm 2006 là 277 người.